# Kanojo ga Flag o Oraretara
Kanojo ga Flag Wo Oraretara (彼女がフラグをおられたら lit. Si su bandera se rompe?), también conocida como Gaworare (がをられ) es una serie de novelas ligeras escritas por Tōka Takei e ilustradas por Cuteg. Kodansha ha sido la encargada de publicar ocho volúmenes desde diciembre de 2011. Una adaptación al manga y dos spin-of han sido realizados en la revista de Kodansha. Hoods Entertainment ha llevado a cabo una adaptación de esta novela al anime, la cual empezó el abril de 2014, en Japón.

## Argumento
Souta Hatate es un nuevo estudiante que ha sido transferido a la escuela Hatagaya. Souta tiene la habilidad de ver el futuro, los sentimientos y las voluntades de las personas de su alrededor, expresadas a través de unas banderas invisibles para el resto de los seres humanos. Se sitúan encima de las cabezas de los mismos; de este modo puede cambiar los sentimientos de las personas e inclusive el futuro de las mismas. A cambio de esta habilidad, la vida se le presenta ardua, habiendo perdido todo cuanto amaba en un lujoso navío de pasajeros que naufragó, a donde va lleva la desgracia; a más y más tiene sobre su cabeza la bandera de la muerte, la cual aún se le está formando.
Para evitar toda esta desgracia puede huir de la gente, o puede reclutar a un séquito de personajes, los cuales son: una princesa, una hechicera, una monja y un shinobi, o ninja; este equipo es el que puede ayudarle a cambiar su propio destino. Este séquito de personajes son un simbolismo, ya que en la novela se nos presentaran como personas relativamente normales, con un carácter que los hace únicos.
Esta tarea de auto salvación podrá llevarla a cabo gracias a las amistades que irá formando en el nuevo instituto en el que se encuentra.

## Personajes
Esta obra se podría catalogar de harem, cuya característica básica es que suele haber entre uno o dos hombres, rodeados de muchas mujeres, al igual que en otras obras como High School DxD o Sora no Otoshimono; en esta obra esta característica se mantiene, es por ello que encontramos una sucesión de personajes femeninos mientras que de varones solo encontramos dos. Los protagonistas y coprotagonistas de esta novela son:
Sōta Hatate (旗立 颯太 Hatate Souta)
Seiyū: Ryōta Ōsaka
Este personaje ya ha sido presentado en el argumento, en consecuencia todo cuanto se puede agregar sobre este chico es que tiene un carácter un tanto distante con el resto de compañeros, por su temor, ya mencionado, a hacerles mal alguno. En consecuencia de lo ya mencionado es un chico que lo describen como que: "tiene cara de como si cargara con todo el peso del mundo".
Nanami Knight Bladefield (菜波・K・ブレードフィールド Nanami Naito Burēdofīrudo)
Seiyū: Ibuki Kido
Esta es una chica que se declara a sí misma como: "una persona a la cual le gusta llegar al fondo de las cosas que le son extrañas", así pues es una chica pizpireta, alegre y viva, sagaz, y el primer contacto, forzado por parte de la susodicha, de Youta, ya que en la misma mañana que el protagonista se presenta en la clase, Nanami lo ha visto por la calle, durante un muy extraño suceso. Es una chica especial en muchos aspectos, uno de los más curiosos es que el protagonista, Souta, no puede ver en ningún momento ninguna bandera sobre la cabeza de la princesa europea, Nanami. No es una chica que se presente gratuitamente a los demás, más bien hay que ir a buscarla, una vez superada esa primera fase es muy alegre y jovial. su relación con Souta es diferente a la de los demás personajes para con el protagonista, es más privada, hay más confianza entre ellos dos, ya que ella es la única del grupo que sabe algo sobre la capacidad de Souta.
Pese a poseer el título de princesa europea, al ser su reino no muy rico, y tener varias hermanas, siendo ella la 13.ª hermana y teniendo aun otra más, y hermanos, superando ampliamente la decena de barones.
Los dos personajes ya mencionados podrían considerarse los protagonistas principales y de los que se hace un retrato más profundo de sus personalidades y relaciones. A continuación se presenta el resto del elenco de la serie, sin entrar en los personajes más intrascendentes:
Akane Mahōgasawa (魔法ヶ沢 茜 Mahougasawa Akane)
Seiyū: Ai Kayano
Es la nieta del fundador de Mahougasawa Foundation. Ostentando la mayor fortuna de la ciudad en la que residen los personajes, superando incluso a la princesa europea Nanami, pese a ello no es una chica ostentosa, ni se jacta de todo cuanto posee.
Una muestra de su humildad es que de pequeña tenía una amiga relativamente pobre, a la cual echaron de su casa, como único recuerdo le queda un adorno de pelo, roto y con forma de flor, el cual le dio ella en símbolo de su amistad, ya que era su "tesoro", a cambio Akane le había dado un bolígrafo, su respectivo "tesoro"; nunca dejara de buscar a su amiga de la infancia, si poderse perdonar el repudio que mostró su familia hacia la pobre niña.
Debido a que no quiere que nadie se sienta rechazado por ella se dedica a amar a todos sus compañeros, siendo de las alumnas más apreciadas del instituto. por esta misión que se ha auto-impuesto de acoger a todo el mundo se acerca a Souta, el cual la repudia, pero ella no deja de intentarlo hasta que la acepta. Ese mismo día la salvara de la muerte, en consecuencia se enamorará de él.

## Media

### Novela ligera
Kanojo ga Flag o Oraretara comenzó como una serie de novelas ligeras escritas por Tōka Takei, con ilustraciones por Cuteg. El primer volumen fue publicado el 2 de diciembre del 2011 bajo la Kodansha Ranobe Bunko de Kodansha. Se han publicado 11 volúmenes.

### Anime
Una adaptación a anime, producida por Hoods Entertainment y dirigida por Ayumu Watanabe, se estrenó el 6 de abril de 2014, en Tokyo MX y luego en SUN, TVA, BS11 y AT-X. El opening es "Cupid Review" (クピドゥレビュー) interpretado por Aoi Yūki mientras el ending es "Kanojo ga Flag o Tateru Wake" (彼女がフラグを立てる理由) interpretado por Yell, un grupo compuesto por Ibuki Kido, Ai Kayano, Kana Asumi, Kana Hanazawa, Yōko Hikasa y Ayaka Suwa.